# Sònia Estradé Albiol
Sònia Estradé Albiol és una científica catalana especialitzada en espectroscòpia de pèrdua d'energia dels electrons (EELS) i en microscòpia electrònica de transmissió (TEM). Llicenciada en física (2005) i doctora en nanociències (2009) per la Universitat de Barcelona.
És investigadora en el grup LENS-MIND del Departament d'Electrònica de la Facultat de Fïsica de la Universitat de Barcelona i professora en aquest mateix departament. Actualment la seva recerca se centra en desenvolupar eines quantitatives de caracterització a la nano escala. És també divulgadora científica i activa en el foment de les disciplines STEM entre les noies per trencar estereotips de gènere. Dins d'aquesta tasca és presidenta de la Comissió d'Igualtat de la Facultat de Física de la UB i presidenta de l'Associació de Dones Investigadores i Tecnòlogues a Catalunya (AMIT-Cat).. El govern de la Generalitat li atorga el 2020 la menció M. Encarna Sanahuja Yll a l'excel·lència en la inclusió de la perspectiva de gènere en la pràctica docent universitària.
Directora de la Càtedra de Perspectiva de Gènere i Feminismes de l'Ajuntament de Cornellà i la Universitat de Barcelona